# Dhananjay Bhattacharya
Dhananjay Bhattacharya (Bengala, 10 de septiembre de 1922-Kolkata, 27 de diciembre de 1992), fue uno de los mejores cantantes y actores indios de Bengala, hijo de Surendranath Bhattacharya. Fue nominado como el mejor cantante versátil de Shyama Sangeet. Su hermano menor fue el cantante Pannalal Bhattacharya, quien se suicidó a los 36 años en 1996. Estudió en la Escuela de Thompson Rivers, Bally, en Howrah.

## Selección de su carrera

### Como cantante de producción
- Mahaprasthaner Pathey(1952)
- Yatrik(1952)
- Swamiji
- Sharey Chuattor(1953)
- Naba Bidhan(1954)
- Rani Rashmoni(1955)
- Shreebatsa Chinta(1955)
- Godhuli(1955)
- Sadhak Ramprasad(1956)
- Tansen(1958)
- Bandhan(1962)
- Debitirtha-Kamrup(1967)

### Como actor
- Naba Bidhan(1954) as Abinash
- Sharey Chuattor(1953)
- Pasher Bari
- Shoshur Bari